# كاتو ماكسيميليان غولدبرغ
كاتو ماكسيميليان غولدبرغ (بالنرويجية: Cato Guldberg)‏ (و. 1836 – 1902 م) هو رياضياتي، وكيميائي، وفيزيائي، وأستاذ جامعي من النرويج .

## أعمال بارزة
من أهم أعماله:
- قانون فاعلية الكتلة.

## مناصب وهيئات
أدار جامعة أوسلو.

## جوائز
حصل على جوائز منها:
- Commander of the Order of St. Olav
- knight of the Order of the Dannebrog
- Order of the Polar Star - Knight 2nd Class
- Order of Vasa.

## روابط خارجية
- كاتو ماكسيميليان غولدبرغ على موقع الموسوعة البريطانية (الإنجليزية)